# Džajavarman II.
Džajavarman II. (asi 770 – asi 835) byl králem Khmerské říše, jejíž jednotu a nezávislost obnovil (jádro říše se nacházelo v dnešní Kambodži). Z jeho doby se nedochovaly žádné textové památky, která by o Džajavarmanovi vypovídaly, jeho život je však relativně dobře znám ze záznamů z pozdější doby. Časté střídání jeho sídelních měst (Indrapura, Hariharálaja, Amaréndrapura, Mahédraparvata a opět Hariharálaja) vypovídá o jeho politické a vojenské snaze znovusjednotit zemi. Džajavarman II. konsolidoval státní moc (vyhlášení nezávislosti na javánské dynastii Šailendra) a institucionoval ji podle javánského vzoru v podobě kultu dévarádži (božského krále).
Po jeho smrti nastoupil na trůn jeho syn Džajavarman III.